# West Mercia Police
West Mercia Police – brytyjska formacja policyjna, pełniąca funkcję policji terytorialnej na obszarze hrabstw ceremonialnych Shropshire, Worcestershire i Herefordshire. Według stanu na 31 marca 2012, formacja liczy 2191 funkcjonariuszy.

## Galeria

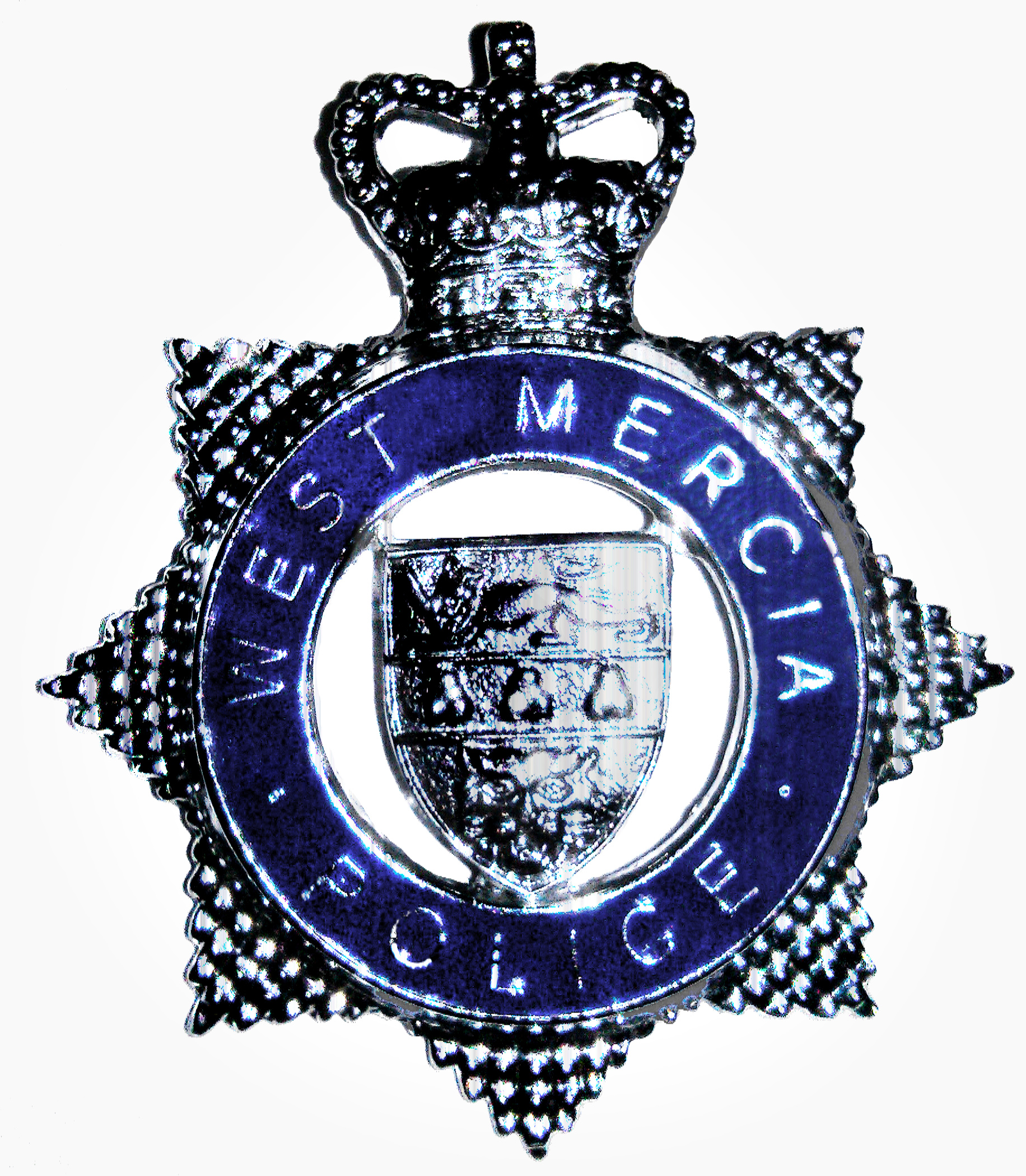
Odznaka
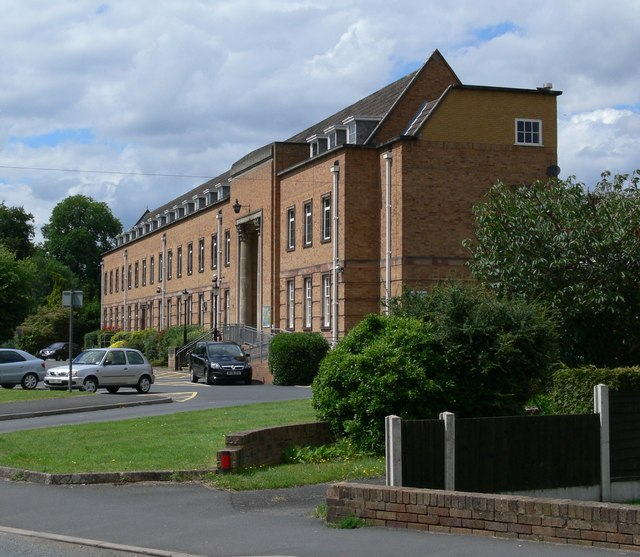
Posterunek w Kidderminster
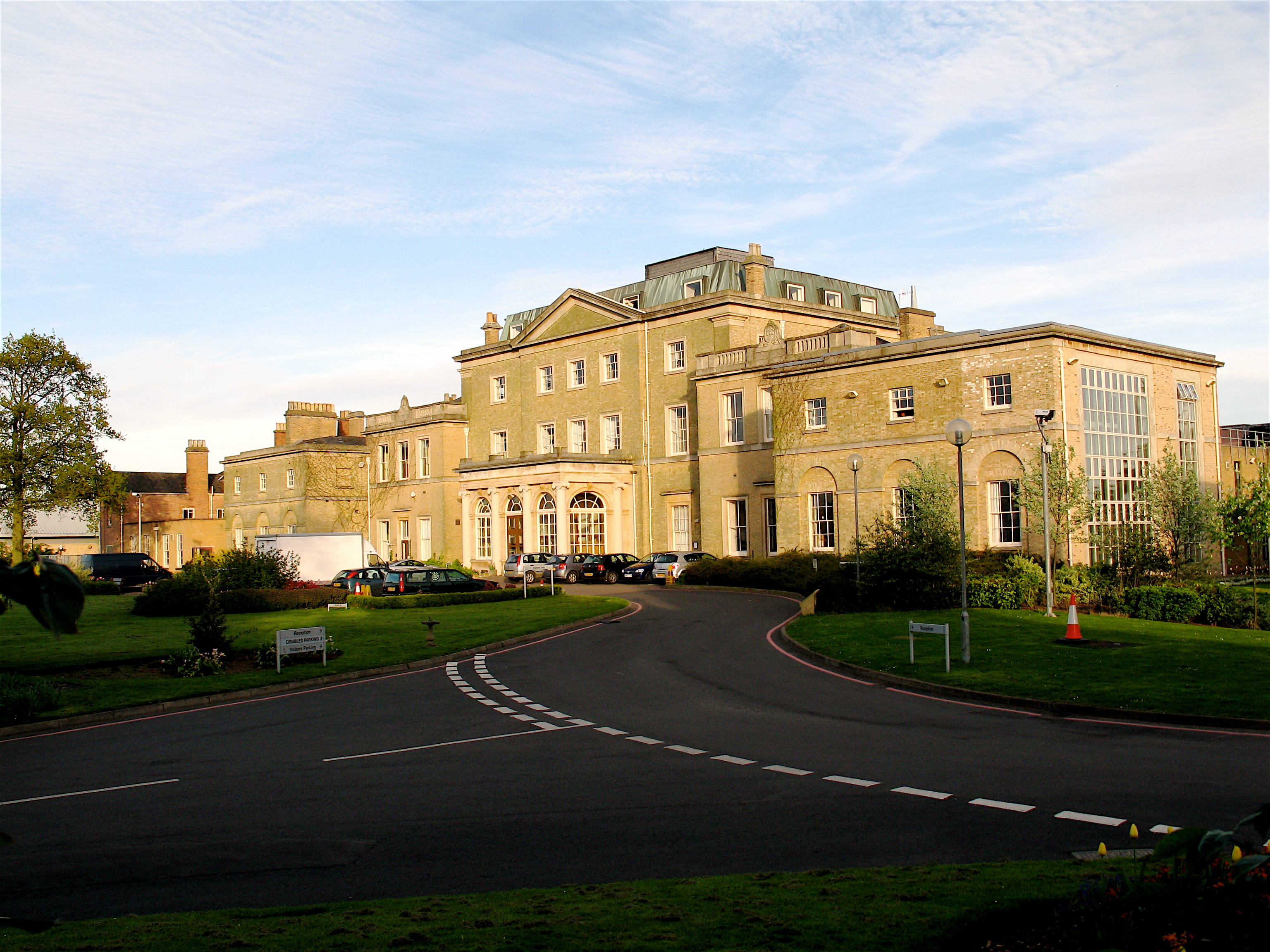
Posiadłość Hindlip Hall (Worcestershire), mieszcząca komendę główną